# Cholerový hřbitov Krzyworzeka
Cholerový hřbitov Krzyworzeka, polsky Cmentarz Choleryczny w Krzyworzece, je zaniklý cholerový hřbitov u silnice poblíž vesnice Krzyworzeka v gmině Mokrsko v okrese Wieluń v pohoří Woźnicko-wieluńská vysočina v Lodžském vojvodství v Polsku.

## Historie
V polovině 19. století se oblastí přehnaly vlny epidemií nebezpečné cholery. Do značné míry k tomu přispěly pochody armád spojené s Krymskou válkou. Epidemie decimovaly místní obyvatelstvo. Na cholerovém hřbitově v Krzyworzece, který byl založen v roce 1852, odpočívá asi 100 zemřelých obyvatel Krzyworzeky. Hřbitov zanikl v roce 1925 a od té doby chátral a v houští stromů zůstalo několik náhrobků, kovových a kamenných křížů. Později se, především místním dobrovolníky, začaly renovovat. V roce 2006 byla na místo umístěna první informační tabule. V roce 2014 byl při oslavách 750. výročí obce na hřbitově odhalen pamětní kámen a druhá informační tabule v polském a anglickém jazyce. Tabule popisuje stručnou historií hřbitova a seznam 96 obyvatel obce, kteří zemřeli v roce 1852.

## Galerie

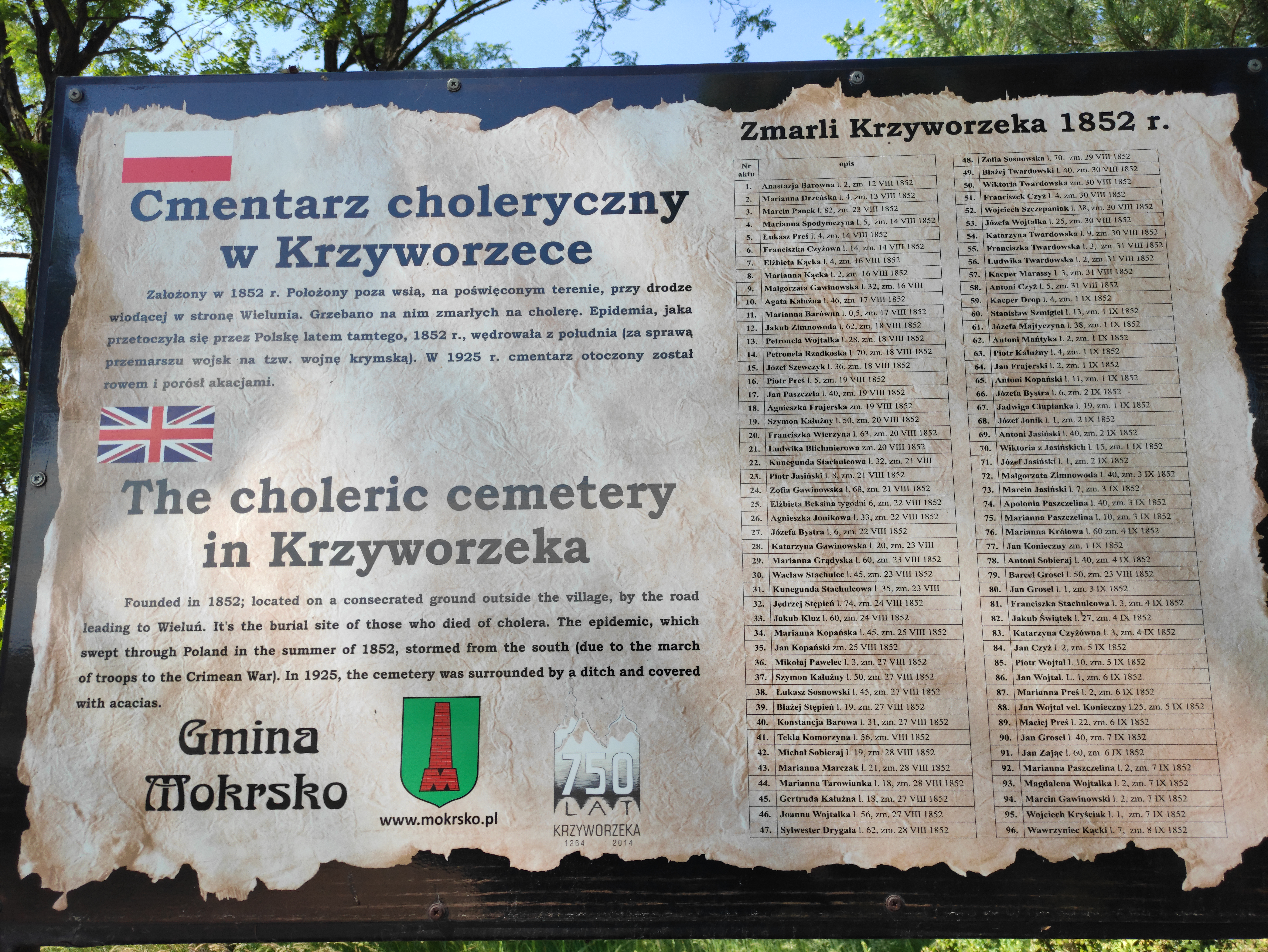
Informační tabule na místě
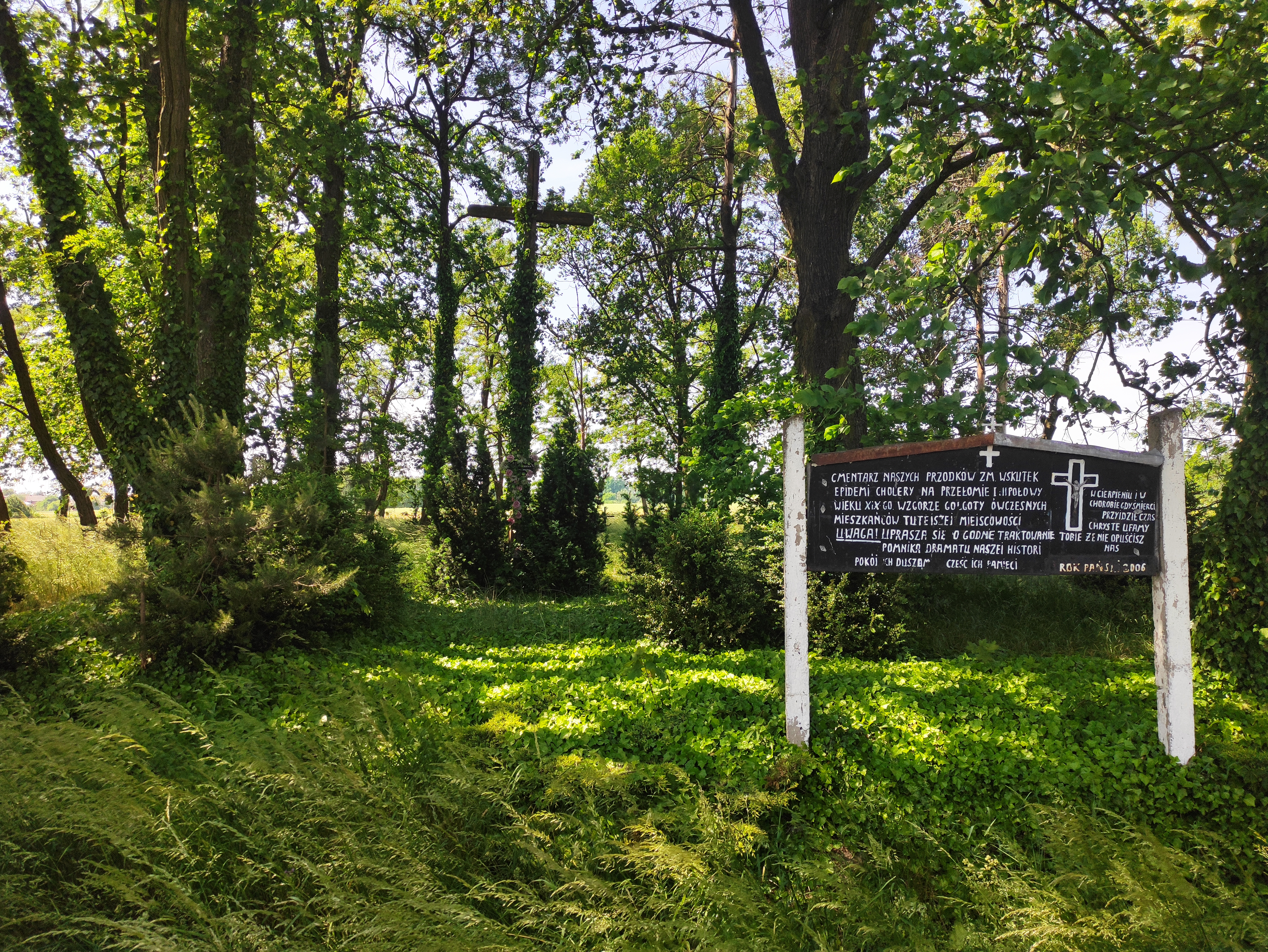
Scenérie zaniklého hřbitova
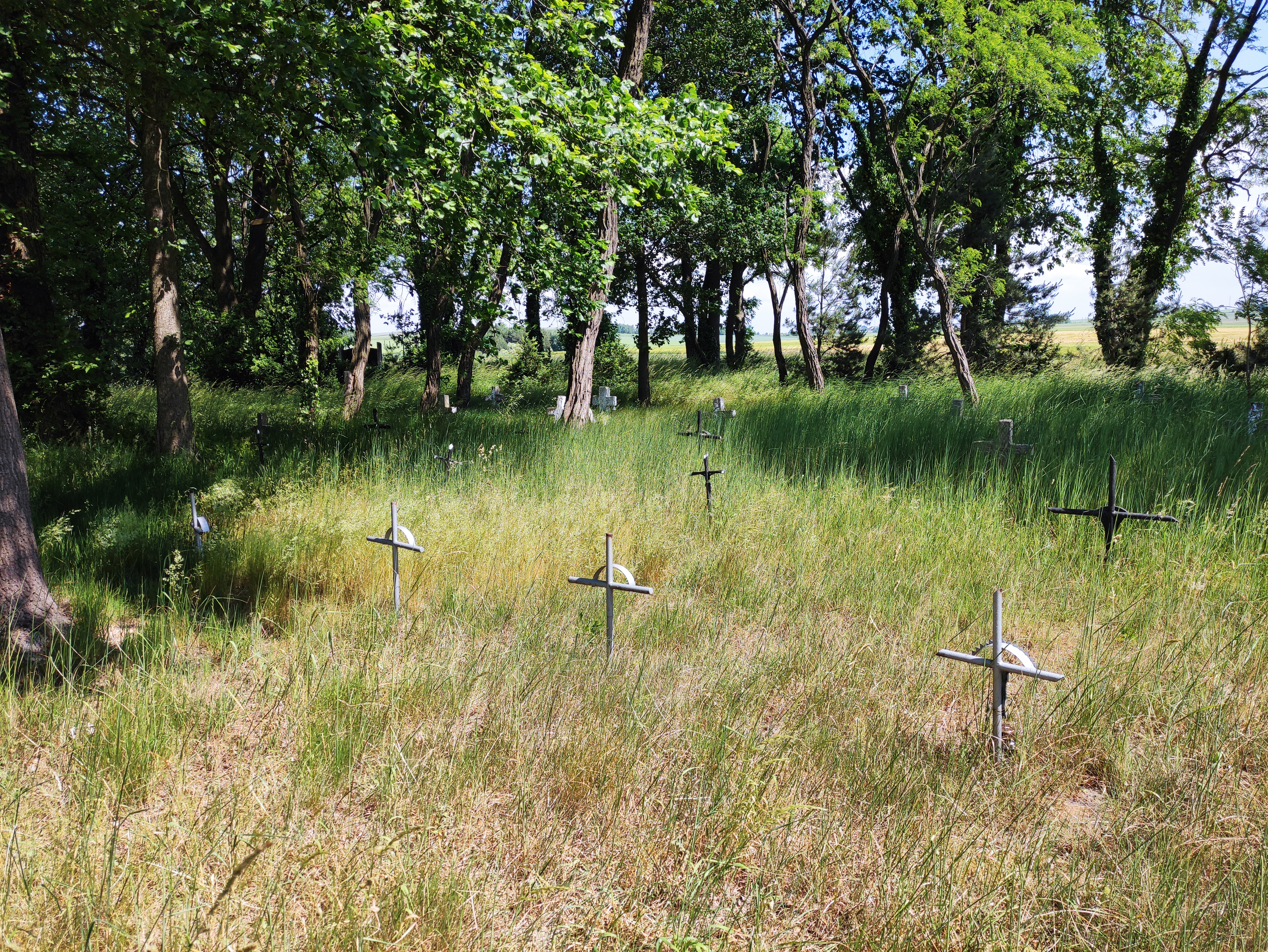
Scenérie zaniklého hřbitova

## Další informace
Hřbitov je celoročně volně přístupný.